# Нежный яд
«Не́жный яд» (порт. Suave Veneno) — сериал бразильской телекомпании «TV Globo», снятый по сценарию Агиналду Сильвы в 1999 году.
Изначально за основу повествования был взят сюжет трагедии Шекспира «Король Лир» об отце и трёх дочерях. Экспериментальный проект автора не удался: бразильский телезритель, привыкший видеть в Агиналду Сильве автора народной деревенской сказки-были («Берег мечты», «Хозяйка судьбы») не принял его в качестве автора криминальной городской драмы. Несмотря на низкий уровень рейтинга сериала, многие актеры исполнили роли, ставшие знаковыми в их карьере. Прежде всего стоит отметить игру актрисы Летисии Спиллер в роли маниакальной злодейки Марии Режины.
Во время трансляции в России по каналу ОРТ (с 25 октября 1999 по 6 июня 2000 года) сериал пользовался значительным успехом. Спустя несколько лет укороченная версия сериала была показана в 7:10 утра по выходным дням (c 12 мая по 23 сентября 2001 года).
В 2013 году в России сериал был вновь показан на 9 канале
С 25 ноября 2014 года по 11 мая 2015 сериал транслировался на 8 канале
С 7 ноября 2017 года показ сериала стартовал на телеканале «Ю».  27 ноября 2017 года канал «Ю»  прекратил трансляцию сериала – по официальной версии, из-за низких рейтингов.

## Сюжет
Семья Валдомиру Серкейры, хозяина мраморной империи, восстает против него из-за того, что он приводит к себе в дом неизвестную женщину (Инес), потерявшую память. Валдомиру влюбляется в Инес, его брак с Элеонор, матерью его детей распадается. Вскоре после этого исчезает («умирает») и Инес, а вместе с ней и бесценные бриллианты, принадлежащие Валдомиру. Все это часть плана мести Кларисси — внебрачной дочери Валдомиру. Спустя некоторое время Валдомиру случайно встречает Инес, но она отказывается его узнавать, и имя у неё другое — Лавиния.

## В ролях
- Жозе Вилкер — Валдомиру Серкейра
- Глория Пирес — Инес / Лавиния Аленкар
- Ирени Раваше — Элеонор Берганте
- Летисия Спиллер — Мария Режина Берганте де Серкейра и Фигейра
- Родригу Сантору — Элизеу Виейра
- Патрисия Франса — Кларисси
- Бетти Фария — Карлота Валдес
- Анжелу Антониу — Аделму Аленкар
- Каду Молитерну— Алвару Фигейра
- Луана Пиовани — Марсия Эдуарда Берганте де Серкейра
- Диого Вилела — Уалбер Каньеду
- Нуну Леал Майя — Гату
- Фулвиу Стефанини — Марселу Барони
- Дебора Секку — Марина
- Нивеа Мария — Нана
- Ева Тодор — Мария ду Карму
- Нелсон Шавьер — Фортунату
- Ванесса Лоэс — Мария Антония Берганте де Серкейра
- Родригу Фару — Ренилду
- Жоржи Дория — Женивал Каньеду
- Сесилия Дасси — Пати
- Нивея Стелманн — Элиети
- Тарсизиу Фильу — Иван
- Сержиу Виотти — Алсести
- Ана Роса — Женинья
- Луис Карлус Тоуриньо — Эдилберту
- Матеус Роша — Лео
- Тука Андрада — Рубен
- Самара Фелиппо — Жилвания
- Тотия Мейрелес — Матильде
- Элиас Андреато — Кловис
- Даниэла Фария — Адриана
- Винисиуш ди Оливейра — Жуниор
- Леа Гарсия — Селма
- Иван Кандиду — Сандовал
- Лафайете Галвау — Тиде
- Эдвин Луизи — незнакомец
- Леонарду Виейра — Мауру

в эпизодах:
- Элизанжела
- Антонио Каллони — Ханиф
- Алешандра Марзу — Лили Карабина
- Жаиро Маттос — Фаусту
- Луис Мело
- Отон Бастос

## Премии
- 1999 год, премия «Extra de Televisão»:
  - Летисия Спиллер — лучшая актриса
  - Луис Карлус Тоуриньо — открытие года